# Departament Szeryfa Hrabstwa Los Angeles
Los Angeles Sheriff’s Department (LASD), formalnie County of Los Angeles Sheriff’s Department – uzbrojona formacja policyjna w Hrabstwie Los Angeles, w Kalifornii, będąca największym departamentem szeryfa i jedną z największych służb policyjnych w Stanach Zjednoczonych, zatrudniająca blisko 18 000 pracowników. Swoją jurysdykcją, jednostka ta obejmuje 8 210 kilometrów kwadratowych, które zamieszkuje ponad 3 miliony osób.
Prócz ochrony bezpieczeństwa ludzi i mienia oraz utrzymywania porządku publicznego, departament odpowiada także za ochronę Sądu Najwyższego Hrabstwa Los Angeles. Jego zadaniem jest również transport i opieka nad więźniami przebywającymi w zakładach karnych hrabstwa.

## Historia
Organ Los Angeles Sheriff’s Department został utworzony w kwietniu 1850 roku jako jedna z pierwszych profesjonalnych formacji policyjnych w obszarach Los Angeles. Pierwszą osobą pełniącą obowiązki szeryfa został George T. Burrill. W następnych latach wybory na stanowisko szeryfa odbywały się corocznie do 1882 roku, kiedy to jego kadencja została wydłużona do dwóch lat, a w 1894 do czterech lat.

### Zabójstwo Szeryfa Jamesa Bartona
W 1857 roku na stanowisko szeryfa departamentu w Los Angeles zaprzysiężony został ponownie James Barton (pierwszą kadencję rozpoczął we wrześniu 1851 roku). Trzy tygodnie po swoim ponownym mianowaniu, Barton został zamordowany przez członków organizacji przestępczej Flores Daniel. Rankiem 23 stycznia 1857 roku Barton i pozostali zastępcy szeryfa natknęli się na bandytów. W konfrontacji z członkami organizacji przestępczej szeryf i wszyscy oprócz dwóch jego ludzi zostali zastrzeleni, po stronie przeciwnej zginęło natomiast trzech przestępców. W późniejszym czasie schwytano w sumie pięćdziesięciu dwóch bandytów, z czego jedenastu powieszono.
W styczniu 1858 roku odbyły się kolejne wybory na stanowisko szeryfa. Siódmego stycznia na to stanowisko zakwalifikowano Williama C. Getmana, który został zamordowany podczas aresztowania 7 dni później.

### Sprzeciw wobec obostrzeń COVID-19
W czasie pandemii COVID-19 personel LASD odmówił egzekwowania obowiązku zasłaniania twarzy. Szeryf LASD Alex Villanueva zgłosił także sprzeciw wobec obowiązkowemu szczepieniu pracowników organu, stwierdzając, że w przeciwnym razie „straciłby on od 5 do 10% zastępców pracujących na nocnej zmianie”. Villanueva powiedział także, że liczba osób zaszczepionych na COVID-19 w jego departamencie wynosi 42%. W związku z obowiązkiem szczepień 3 137 zastępców szeryfa zagrożonych jest zwolnieniem, część z niezaszczepionych dobrowolnie opuściła już LASD.

## Personel
Los Angeles County Sheriff’s Department jest największym departamentem szeryfa i jedną z największych służb policyjnych w Stanach Zjednoczonych. W 2019 roku liczba zastępców szeryfa wyniosła 9 972 osób, natomiast liczba pracowników administracyjnych 7 954 osób. 

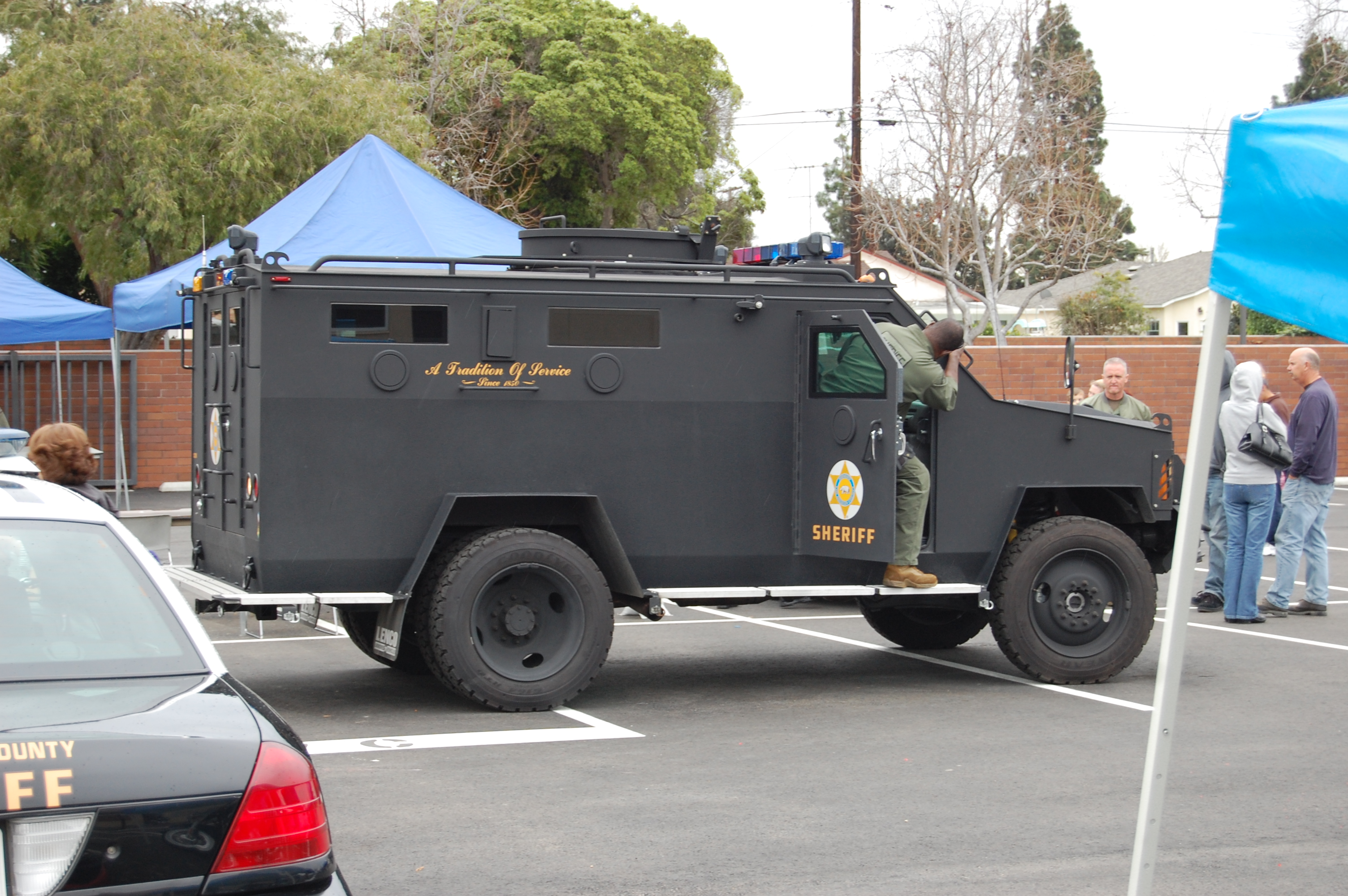
Funkcjonariusz wydziału Special Enforcement Bureau LASD

Z 17 926 zatrudnionych wówczas pracowników, 86% było płci męskiej, natomiast 14% żeńskiej. Największą grupą etniczną pracującą w LASD były osoby pochodzenia hiszpańskiego (45%). Osoby białe stanowiły 39%, osoby czarne/pochodzenia afroamerykańskiego stanowiły 9%, natomiast osoby pochodzenia azjatyckiego stanowiły 5%.

## Flota pojazdów

### Pojazdy lądowe
Los Angeles County Sheriff’s Department korzysta z wielu dostępnych na rynku nowoczesnych modeli radiowozów policyjnych. Modele pojazdów mogą być oznakowane („marked cars”), nieoznakowane („unmarked cars”) lub ich oznakowanie może być specjalnie przyciemnione („ghost cars”). LASD korzysta między innymi z policyjnych wersji:
- Ford Police Interceptor Utility
- Ford Crown Victoria Police
- Ford Taurus
- Ford E-Series
- Dodge Charger
- Dodge RAM
- Chevrolet Impala
- Chevrolet Tahoe
- Lenco BearCat
- BMW R1200RT

## Gangi zastępców
Począwszy od 1970 roku w Los Angeles Sheriff’s Department potwierdzono istnienie co najmniej 18 organizacji o charakterze przestępczym – wszystkie grupy współtworzone są przez aktywnych funkcjonariuszy organu. Podejrzewa się, że „gangi zastępców” odpowiedzialne są za 19 morderstw dokonanych na terenie hrabstwa Los Angeles. Większość organizacji posiada charakterystyczne znaki wskazujące na przynależność (tatuaże w określonych miejscach ciała lub sygnał niewerbalny). Nowi członkowie werbowani są do grupy po ukazaniu dowodu swojej wierności poprzez złamanie obowiązującego prawa, np. sfałszowanie dokumentacji lub w najcięższych przypadkach morderstwo osoby.
| Nazwa organizacji | Znak charakterystyczny                                                     | Główne miejsce operowania                                      |
| ----------------- | -------------------------------------------------------------------------- | -------------------------------------------------------------- |
| Lynwood Vikings   | tatuaż wikinga, dłoń ułożona w kształcie znaku „L”                         | stacja Lynwood                                                 |
| The Executioners  | tatuaż szkieleta noszącego nazistowski hełm z karabinem                    | stacja Compton                                                 |
| Banditos          | tatuaż szkieleta noszącego sombrero z rewolwerem i odznaką funkcjonariusza | stacja wschodnia Los Angeles                                   |
| The 3000 Boys     | tatuaż szkieleta z czerwonymi oczami trzymającego rewolwer                 | całe hrabstwo, głównie funkcjonariusze z operacji Safe Streets |
| Wayside Whities   | brak szczególnych znaków                                                   | Peter J. Pitchess Detention Center                             |

Pierwszym udokumentowaną organizacją zastępców jest gang „Little Devils” („Małe Diabły”), o którym wiadomo z wewnętrznych notatek organu powstałych w 1973 roku. Ich znakiem rozpoznawczym była mała karykatura diabła wytatuowana na łydce. Domniema się, że w tej grupie brało udział co najmniej 47 zastępców ze wschodniej stacji LASD w Los Angeles. To właśnie między innymi tę organizację podejrzewa się o udział w morderstwie krytyka służb policyjnych Rubina Salzara. Obecnie podejrzewa się, że przynajmniej jeden „gang zastępców szeryfa” miał znaczący udział w tym morderstwie, który zginął z rąk funkcjonariuszy podczas przemarszu Narodowego Komitetu Moratorium Chicano przeciwko wojnie w Wietnamie 29 sierpnia 1970 roku. Finalnie jednak akt oskarżenia nie został oficjalnie wystosowany wobec żadnego zastępcy. Wiadomo także o przestępczej działalności zastępców z „Wayside Whities”, którzy mieli dopuszczać się przemocy wobec czarnoskórych więźniów umieszczonych w zakładzie karnym Peter J. Pitchess Detention Center. Szczególnie narażeni na rasistowskie ataki byli więźniowie, którzy mieli konflikt z białymi osadzonymi.
W 2020 roku pełniący funkcję Szeryfa LASD Alex Villanueva ogłosił politykę „zero tolerancji” dla „klik zastępców” w strukturach departamentu. Villanueva oznajmił także, że był członkiem organizacji „Cavemen” w czasie kiedy pełnił służbę we wschodniej stacji Los Angeles. Szeryf oskarżany był wcześniej o udział w grupie „Banditos”, która według raportu inspektora generalnego hrabstwa z 2020 roku „charakteryzowała się seksizmem, rasizmem i przemocą”. Niedługo później serwis Knock-LA opublikował bazę danych setek zastępców znalezionych w archiwach sądowych. Dokumenty te zawierają imię i nazwisko, przynależność do gangu, numer sprawy sądowej, stopień w departamencie, a także numer odznaki funkcjonariusza. Wśród kilkuset pracowników LASD odnaleziono między innymi byłego Zastępcę Szeryfa Paula Tanakę (według akt sądowych posiada tatuaż „Lynwood Vikings”), a także obecnego Zastępcę Szeryfa Timothy’ego Murakami (według akt sądowych posiada tatuaż „Cavemen”).

## System więziennictwa
Więzienia hrabstwa Los Angeles obsługiwane przez zastępców z LASD świadczą usługi krótkoterminowych więzień dla całego obszaru hrabstwa Los Angeles (m.in.: dla miasta Los Angeles, Long Beach, które dysponują własnymi jednostkami policji). W skład więzień hrabstwa wchodzą między innymi: Men’s Central Jail, North County Correctional Facility oraz Century Regional Detention Facility.